# 德克薩斯克里克 (科羅拉多州)
德克薩斯克里克（英語：Texas Creek）是位於美國科羅拉多州弗里蒙特縣的一個非建制地區。該地的面積和人口皆未知。

## 地理
德克薩斯克里克的座標為38°24′47″N 105°34′50″W / 38.41306°N 105.58056°W，而該地的平均海拔高度為3034米（即9954英尺）。